# بیتول (مادیا پرداش)
بیتول (به انگلیسی: Betul) یک منطقهٔ مسکونی در هند است که در Betul district واقع شده‌است. بیتول ۱۹۳ کیلومتر مربع مساحت و ۷۶۳٬۵۶۷ نفر جمعیت دارد و ۶۵۸ متر بالاتر از سطح دریا واقع شده‌است.